# 소프트웨어 동료 평가
소프트웨어 개발에서 동료 평가는 작업 제품(문서, 코드 등)의 기술적 내용과 품질을 평가하기 위해 작성자의 동료가 작업 제품(문서, 코드 등)을 검사하는 일종의 소프트웨어 리뷰이다.

## 목적
동료 평가의 목적은 능력 성숙도 모델에 따라 "소프트웨어 아티팩트의 결함을 감지 및 수정하고 현장 작업으로 누출을 방지하기 위한 체계적인 엔지니어링 관행"을 제공하는 것이다.
각 소프트웨어 개발 프로세스 활동의 일부로 수행될 때 동료 평가는 수명주기 초기에 해결될 수 있는 문제를 식별한다. 즉, 요구사항 분석 활동 중에 요구 사항 문제를 식별하는 동료 평가는 소프트웨어 구조나 소프트웨어 테스트 활동보다 저렴하고 수정하기 쉽다.
동료 평가의 효율성을 평가하는 전국 소프트웨어 품질 실험에서는 "소프트웨어 검사에 대한 유리한 투자 수익, 비용 절감 효과가 비용의 4:1을 초과"하는 것으로 나타났다. 다르게 말하면, 나중에 소프트웨어 문제를 식별하고 해결하는 데 평균적으로 4배 더 많은 비용이 든다.